# Poltys caelatus
Poltys caelatus is een spinnensoort in de taxonomische indeling van de wielwebspinnen (Araneidae).
Het dier behoort tot het geslacht Poltys. De wetenschappelijke naam van de soort werd voor het eerst geldig gepubliceerd in 1907 door Eugène Simon.